# Mistrzostwa Świata w biegu na 100 km 2005
19. Mistrzostwa Świata w biegu na 100 km – zawody lekkoatletyczne, które odbyły się 26 czerwca 2005 w Yubetsu (Japonia).

## Medaliści
|                         | 1. miejsce                                                              | Rezultat | 2. miejsce                                                                                         | Rezultat | 3. miejsce                                                  | Rezultat |
| Mężczyźni indywidualnie | Grigorii Murzin                                                         | 6:24:15  | Jorge Aubeso Martinez                                                                              | 6:33:03  | Tsutomu Sassa                                               | 6:40:20  |
| Mężczyźni drużynowo     | Japonia 1. Tsutomu Sassa · 2. Yoshiaki Kobayashi · 3. Yasunori Yamamoto | 20:34:07 | Francja 1. Sandor Barcza · 2. Pascal Fetizon · 3. Bruno Blanchard                                  | 20:43:27 | Niemcy 1. Michael Sommer · 2. Jörg Hooß · 3. Michael Becker | 21:25:19 |
| Kobiety indywidualnie   | Hiroko Syou                                                             | 7:53:41  | Anne Riddle                                                                                        | 7:54:22  | Yoko Yamazawa                                               | 8:10:27  |
| Kobiety drużynowo       | Stany Zjednoczone 1. Anne Riddle · 2. Nikki Kimball · 3. Tania Pacev    | 24:46:39 | Francja 1. Laurence Fricotteaux-Klein · 2. Magali Reymonenq-Maggiolini · 3. Christine Denis-Billet | 25:01:07 | Japonia 1. Hiroko Syou · 2. Yoko Yamazawa · 3. Yuki Nose    | 25:17:40 |